# Maksîmivka, Dolîna
Maksîmivka (în ucraineană Максимівка) este un sat în comuna Lolîn din raionul Dolîna, regiunea Ivano-Frankivsk, Ucraina.

## Demografie
Componența lingvistică a localității Maksîmivka
     Ucraineană (99,5%)
     Alte limbi (0,5%)
Conform recensământului din 2001, majoritatea populației localității Maksîmivka era vorbitoare de ucraineană (99,5%), existând în minoritate și vorbitori de alte limbi.

## Personalități născute aici
- Bolesław Wieniawa-Długoszowski (1881 - 1942), general polonez.